# Château de Matsuyama
Pour les articles homonymes, voir Matsuyama.

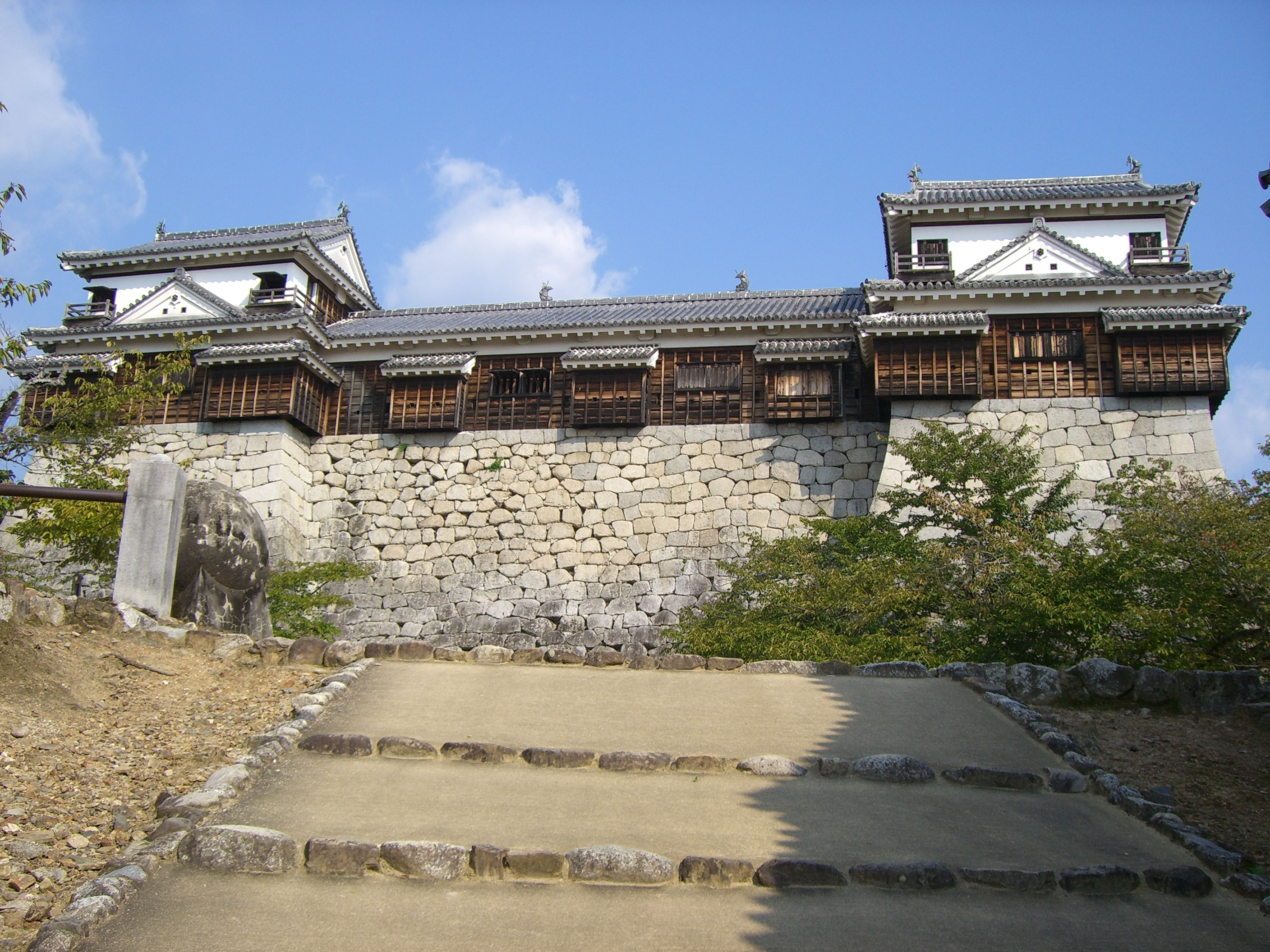
Vue du couloir de la tour nord entre les dix yagura sud.

Le château de Matsuyama (松山城, Matsuyama-jō) est un hirayama-jiro (château en hauteur) construit en 1603 sur le mont Katsuyama (altitude 132 mètres), à Matsuyama, préfecture d'Ehime (l'ancienne province d'Iyo). Il fait partie des douze derniers authentiques châteaux du Japon. 

## Histoire
C'est en 1602 que commence la construction du château sur l'ordre de Katō Yoshiaki (加藤嘉明, Katō Yoshi'aki), un vassal de Hideyoshi Toyotomi. À partir de cette époque, Yoshiaki Kato commença à appeler la région Matsuyama (松山). Il suffit d'une lettre des noms château de Masaki (松前城, Masaki-jō) et mont Katsu (勝山, Katsu-yama) pour former le mot « 松山 ».
Le château passa ensuite à Tadatomo Gamo (蒲生忠知, Gamō Tadatomo), petit-fils de Gamō Hideyuki (蒲生秀行), en conséquence du transfert du han de Matsuyama (松山藩, Matsuyama-han) des mains de Yoshiaki Kato.
Le propriétaire suivant fut la famille Matsudaira (松平家, Matsudaira-ke), des mains de Sadayuki Matsudaira (松平定行, Matsudaira Sadayuki), et ce jusqu'en 1871. Cette année-là, le clan fut dissous et prit le nom de Ken de Matsuyama (松山県, Matsuyama-ken).
Le bâtiment principal devait faire cinq étages, mais le projet fut modifié et seuls trois étages furent élevés. De nombreuses versions ont été avancées pour expliquer cette modification du projet initial mais il semble que l'instabilité des fondations en soit la cause première.
En 1784, le bâtiment principal fut frappé par la foudre, entraînant un incendie qui détruisit presque entièrement le château, lequel fut reconstruit entre 1820 et 1854. Le château survécut à la restauration Meiji mais une grande partie fut détruite lors des bombardements des forces américaines pendant la Seconde Guerre mondiale. Depuis 1966, la ville de Matsuyama poursuit un travail de restauration.

## Galerie

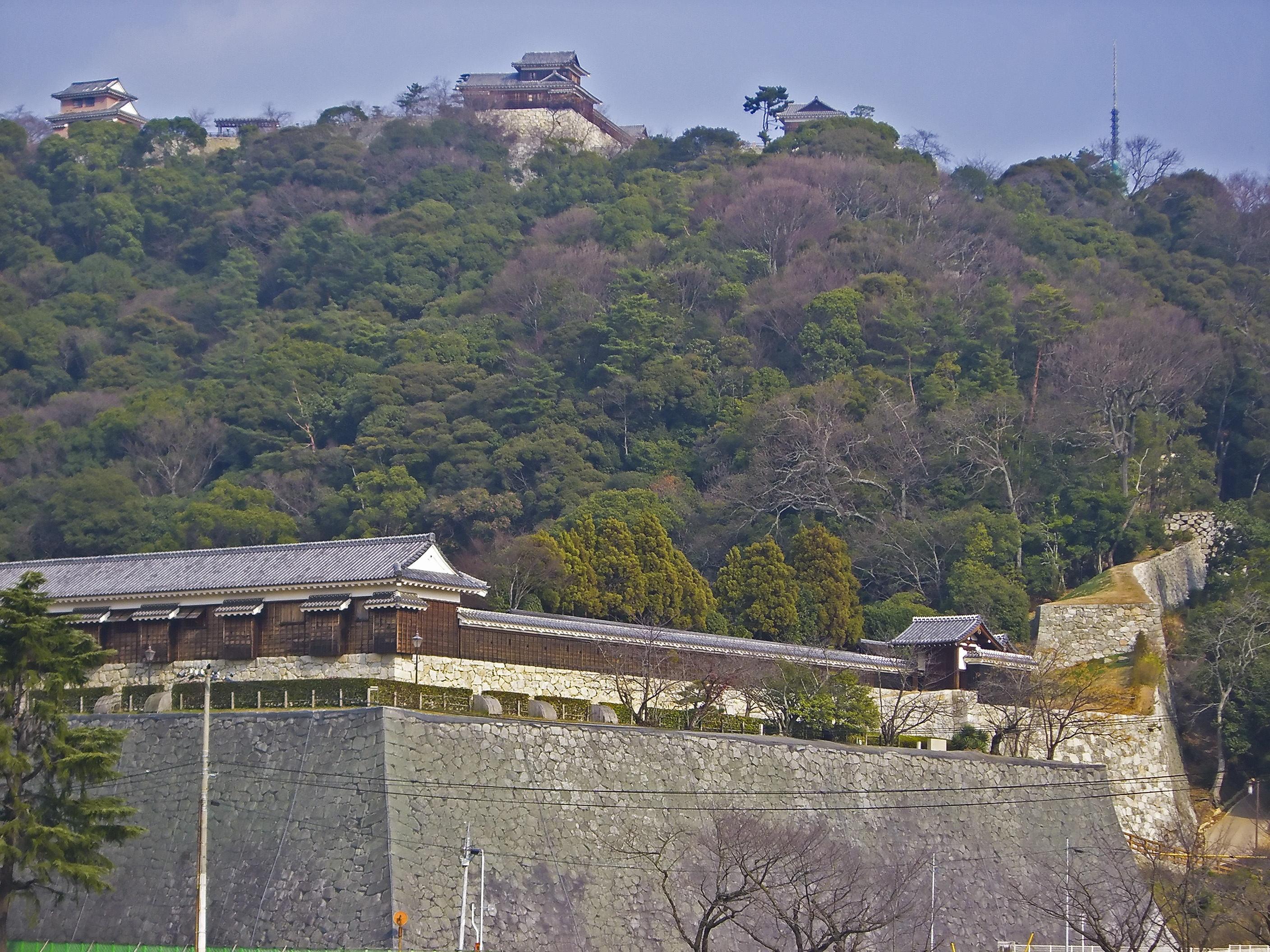
Vue du château.
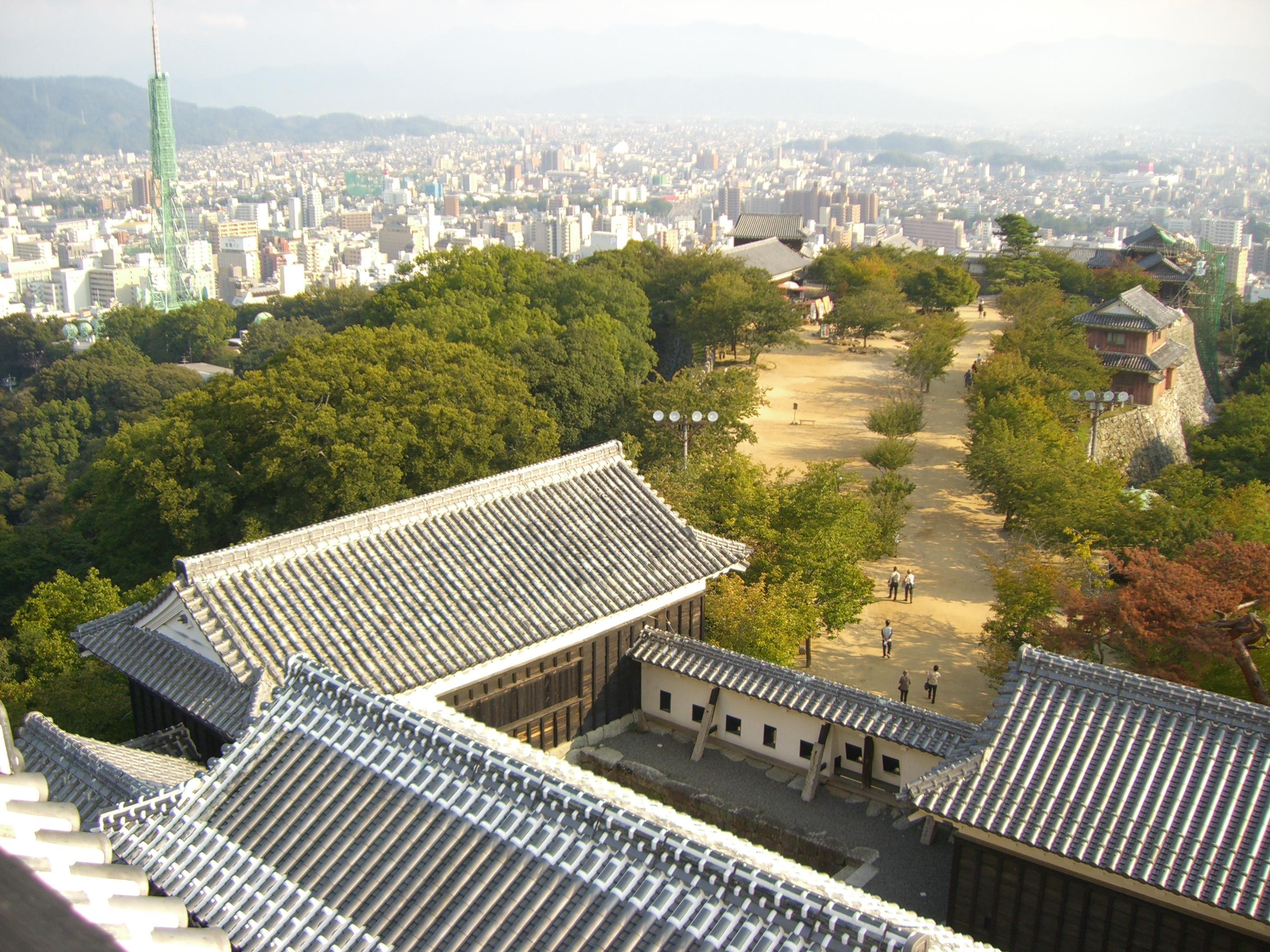
Vue à partir de la tour du château de Matsuyama.
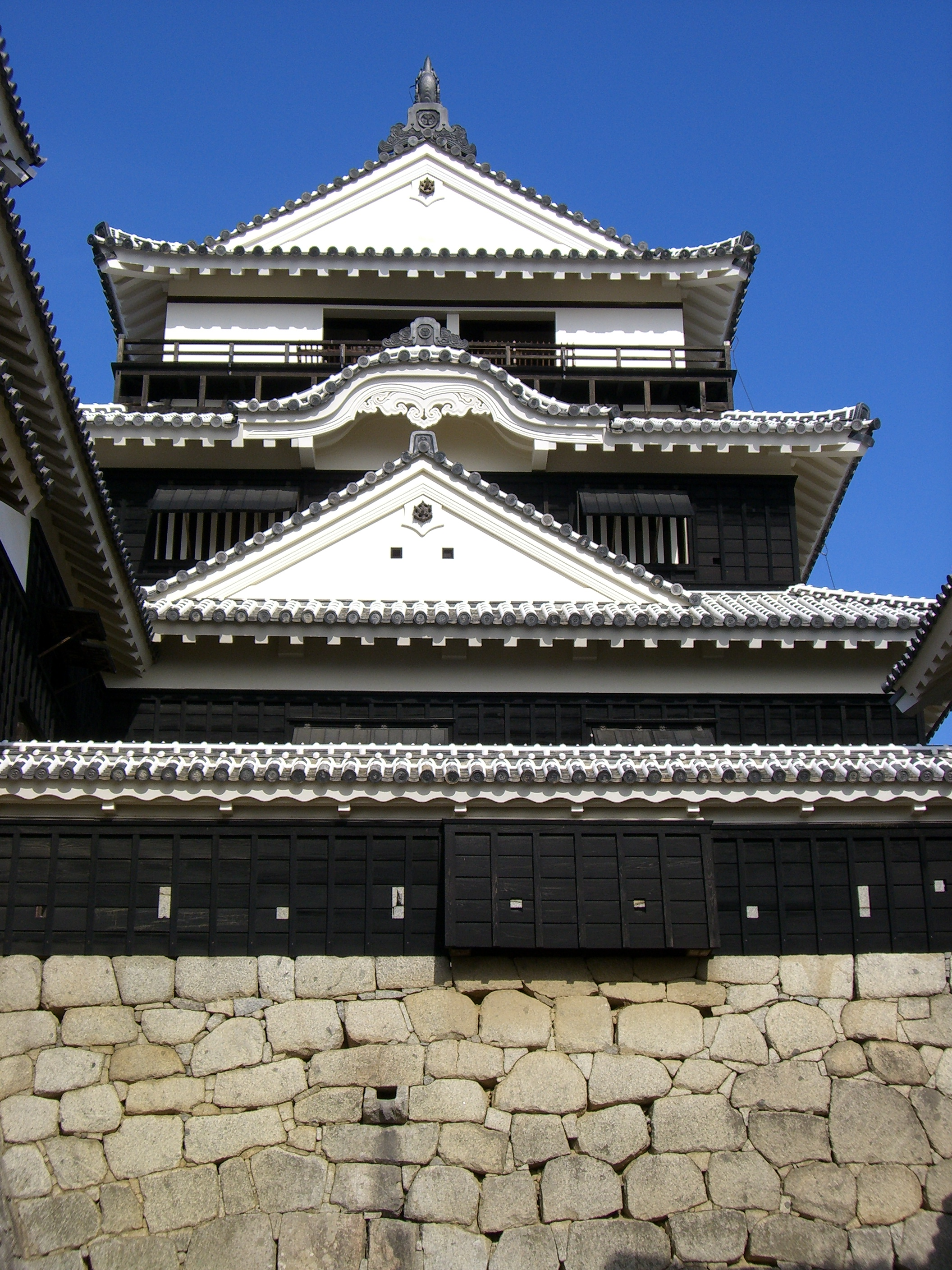
Tour principale du château.